# Allodiopsis pseudodomestica
Allodiopsis pseudodomestica är en tvåvingeart som först beskrevs av Paul Lackschewitz 1937.  Allodiopsis pseudodomestica ingår i släktet Allodiopsis, och familjen svampmyggor. Arten är reproducerande i Sverige.